# بين كرين
بين كرين (بالإنجليزية: Ben Crane)‏ هو لاعب غولف أمريكي، ولد في 6 مارس 1976 في بورتلاند في الولايات المتحدة.

## وصلات خارجية
- الموقع الرسمي
- بين كرين على موقع رابطة لاعبي الغولف المحترفين (الإنجليزية)
- بين كرين على موقع التصنيف العالمي الرسمي للغولف (الإنجليزية)